# Shattered (singolo)
Shattered è un brano musicale del gruppo rock britannico The Rolling Stones, incluso nel loro album del 1978 Some Girls, e quarto ed ultimo singolo estratto da esso. La canzone è una riflessione sullo stile di vita americano e della vita nella New York degli anni settanta, ma sono riscontrabili anche tracce dell'influenza esercitata sulla band dal punk rock inglese (all'epoca al vertice della popolarità).

## Il brano
Registrata nel periodo ottobre-dicembre 1977, Shattered possiede un testo cantato in stile parlato, anticipatore del rap ancora a venire, eseguito da Jagger sopra un riff di chitarra opera di Keith Richards. Jagger commentò nel corso di un'intervista alla rivista Rolling Stone di aver composto le parole del testo nel sedile posteriore di un taxi di New York. Causa l'assenza del bassista titolare Bill Wyman, il basso venne suonato da Ronnie Wood.

### Pubblicazione
Shattered venne pubblicata su singolo negli Stati Uniti, con una copertina del 45 giri opera dell'illustratore Hubert Kretzschmar, e raggiunse la posizione numero 31 nella classifica Billboard Hot 100 nel 1979. Per promuovere il brano, i Rolling Stones suonarono dal vivo la canzone durante una puntata del Saturday Night Live.

### Versioni dal vivo
Una versione live del brano venne registrata durante il tour americano del 1981 e pubblicata sull'album del 1982 Still Life. Una seconda versione, risalente al A Bigger Bang Tour, appare in Shine a Light (2008). La versione in studio è la traccia d'apertura della raccolta Sucking in the Seventies del 1981, e gli Stones la inclusero anche in Forty Licks, compilation retrospettiva del 2002.

## Formazione
- Mick Jagger - voce
- Keith Richards - chitarra, cori
- Ronnie Wood - basso
- Bill Wyman - basso
- Charlie Watts - batteria

## Tracce singolo US
RS 19310
1. Shattered - 3:46
2. Everything Is Turning to Gold - 4:06